# Polskie Stowarzyszenie Diabetyków
Polskie Stowarzyszenie Diabetyków (PSD) – organizacja społeczna (organizacja pacjentów) powstała 19 czerwca 1981 r. w Bydgoszczy z inicjatywy osób chorych na cukrzycę, zrzeszająca diabetyków, ich opiekunów i osoby zajmujące się tą tematyką. Posiada status organizacji pożytku publicznego.
Stowarzyszenie zajmuje się bezpośrednią pracą z diabetykami i ich rodzinami w zakresie udzielania im szeroko pojętej pomocy (przede wszystkim edukacji diabetologicznej), jak również propagowaniem świadomości cukrzycy w społeczeństwie oraz reprezentacją diabetyków przed władzami państwowymi i zabieganiem o jak najlepsze warunki i dostępność do leczenia. Obecnie (2021) liczy blisko 350 oddziałów i kół na terenie całego kraju, zrzeszających w sumie około 60 000 członków.

## Obszary działania
Działalność Polskiego Stowarzyszenia Diabetyków obejmuje przede wszystkim takie zagadnienia jak:
- opieka i pomoc ludziom chorym na cukrzycę, reprezentowanie i ochrona ich interesów wobec władz państwowych, terenowych i samorządowych, organów administracji, miejsc pracy, szkół, uczelni i innych instytucji;
- dbanie o jakość leczenia cukrzycy poprzez kreowanie właściwego systemu lecznictwa diabetologicznego, w którym opieka lekarska będzie spełniała najwyższe standardy światowe, a koszty leczenia nie będą nadmiernym obciążeniem finansowym dla pacjentów;
- edukacja diabetyków w zakresie dbania o zdrowie, stosowania odpowiednich terapii, leczenia, zapobiegania powikłaniom, diety i innych niezbędnych elementów życia z cukrzycą;
- poprawa prawnej, materialnej i społecznej pozycji diabetyków w państwie i społeczeństwie;
- pomoc w rozwiązywaniu trudnych problemów zdrowotnych i bytowych dzieci i młodzieży, inwalidów oraz osób w podeszłym wieku – chorych na cukrzycę lub dodatkowo uzależnionych;
- integracja środowiska chorych poprzez właściwe kształtowanie wzajemnych relacji pomiędzy członkami Stowarzyszenia, opartych na zasadzie równości praw i obowiązków, wzajemnej pomocy, życzliwości oraz szacunku i koleżeństwie.

## Aktywność
Z aktywnością PSD związana jest przede wszystkim codzienna praca z podopiecznymi w całym kraju. Stowarzyszenie zapewnia szereg aktywności w sposób ciągły i w bardzo wielu lokalizacjach po to, aby nikt nie musiał być sam w chorobie. Organizuje wydarzenia edukacyjne, integracyjne, spotkania, warsztaty, pogadanki, badania przesiewowe, druk materiałów edukacyjnych, wyjazdy rehabilitacyjne i edukacyjne oraz wsparcie psychologiczne, jak również walkę z samotnością i wykluczeniem społecznym. Pomocą objęci są także opiekunowie osób chorych na cukrzycę. Dzięki zaangażowaniu PSD została stworzona sieć poradni diabetologicznych w kraju.
PSD w szczególności zajmuje się organizacją wydarzeń z okazji Ogólnopolskiego Dnia Diabetyka (czerwiec) oraz Światowego Dnia Cukrzycy (14 listopada). W latach 1988–1994 stowarzyszenie wydawało czasopismo Diabetyk. Od 1992 r. wydaje bezpłatny miesięcznik edukacyjno-informacyjny – „Biuletyn Informacyjny Cukrzyca”.

## Status OPP
Od 02 czerwca 2004 stowarzyszenie ma statut organizacji pożytku publicznego. Jednym ze źródeł przychodów stowarzyszenia jest 1% podatku przekazywany przez polskich podatników na działalność wskazanych organizacji pozarządowych.

## Współpraca międzynarodowa
- od 1991 członek Międzynarodowej Federacji Diabetologicznej (International Diabetes Federation) z siedzibą w Brukseli[4]
- od 2008 członek Międzynarodowego Sojuszu Organizacji Pacjentów (International Alliance of Patients’ Organizations) z siedzibą w Londynie[5]
- od 2021 członek Światowego Sojuszu Pacjentów (World Patients Alliance)[6].